# ناخدا (درجه نظامی)
| درجه‌های ارتش ایران | درجه‌های ارتش ایران | درجه‌های ارتش ایران |
| نیروها             | نیروها             | نیروها             |
| زمینی و هوایی      | دریایی             |                    |
| ------------------ | ------------------ | ------------------ |
| ارتشبد             | دریابد             |                    |
| سپهبد              | دریاسالار          |                    |
| سرلشکر             | دریابان            |                    |
| سرتیپ              | دریادار            |                    |
| سرتیپ دوم          | دریادار دوم        |                    |
| سرهنگ              | ناخدا یکم          |                    |
| سرهنگ دوم          | ناخدا دوم          |                    |
| سرگرد              | ناخدا سوم          |                    |
| سروان              | ناوسروان           |                    |
| ستوان ۳، ۲ و ۱     | ناوبان ۳، ۲ و ۱    |                    |
| استوار ۲ و ۱       | ناواستوار ۲ و ۱    | ناواستوار ۲ و ۱    |
| گروهبان ۳، ۲ و ۱   | مهناوی ۳، ۲ و ۱    | مهناوی ۳، ۲ و ۱    |
| سرجوخه             | سرناوی             | سرناوی             |
| سرباز ۲ و ۱        | ناوی ۲ و ۱         | ناوی ۲ و ۱         |
| سرباز              | ناوی               | ناوی               |

ناخُدا درجه‌ایست برای افسران ارشد نیروی دریایی. «ناخدا سوم» هم‌سنگ سرگرد، «ناخدا دوم» همسنگ سرهنگ دوم و «ناخدا یکم» هم‌سنگ سرهنگ در نیروی زمینی است.
واژه ناخدا از ریشه پهلوی آن ناوخدای گرفته شده که معنی دارنده و صاحب کشتی را می‌داده‌است. در فارسی جدید این واژه به گونه ناخدا درآمد.

## درجات در نیروی دریایی

### درجات در نیروی دریایی ارتش جمهوری اسلامی ایران

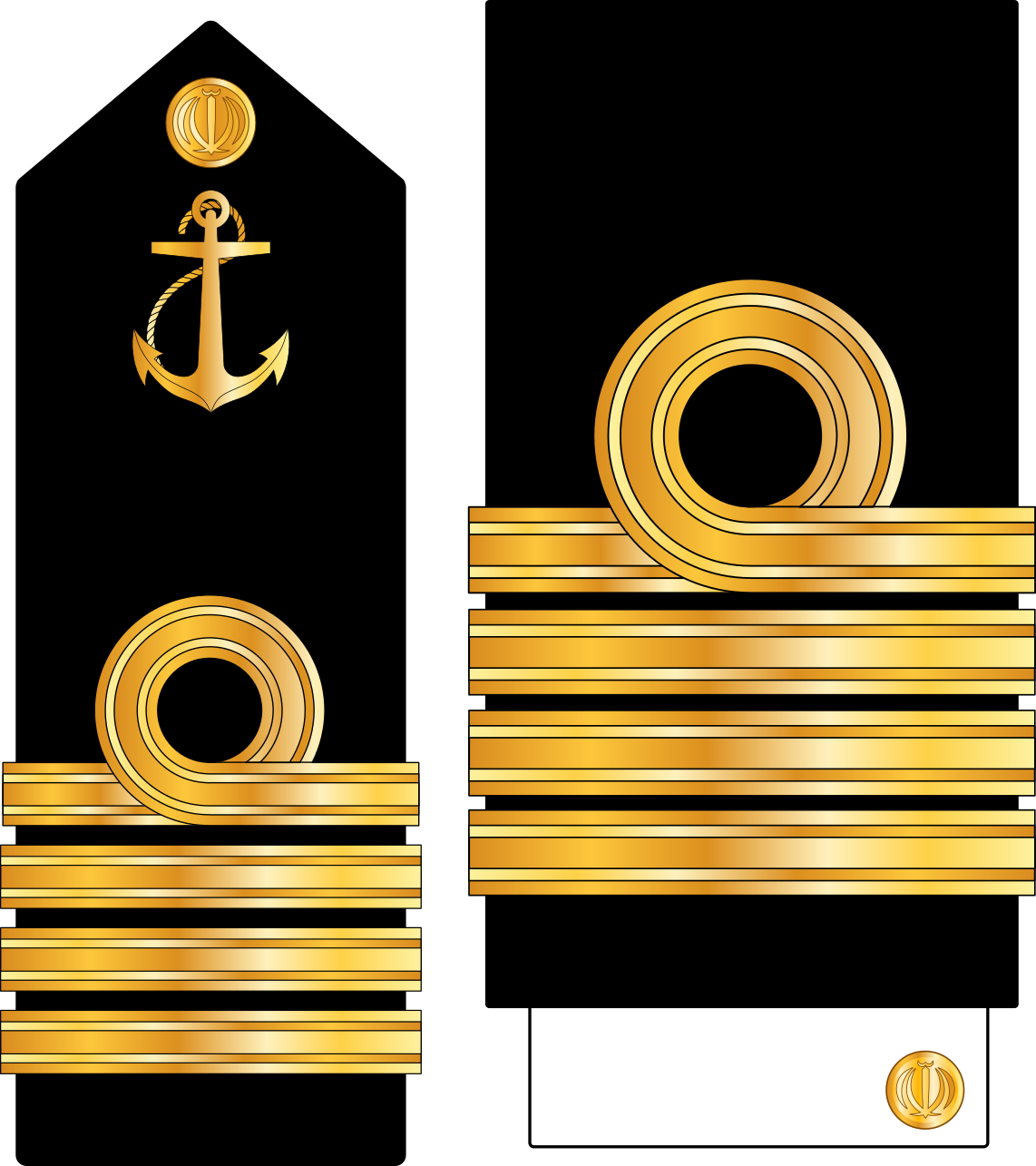
ناخدا یکم Captain
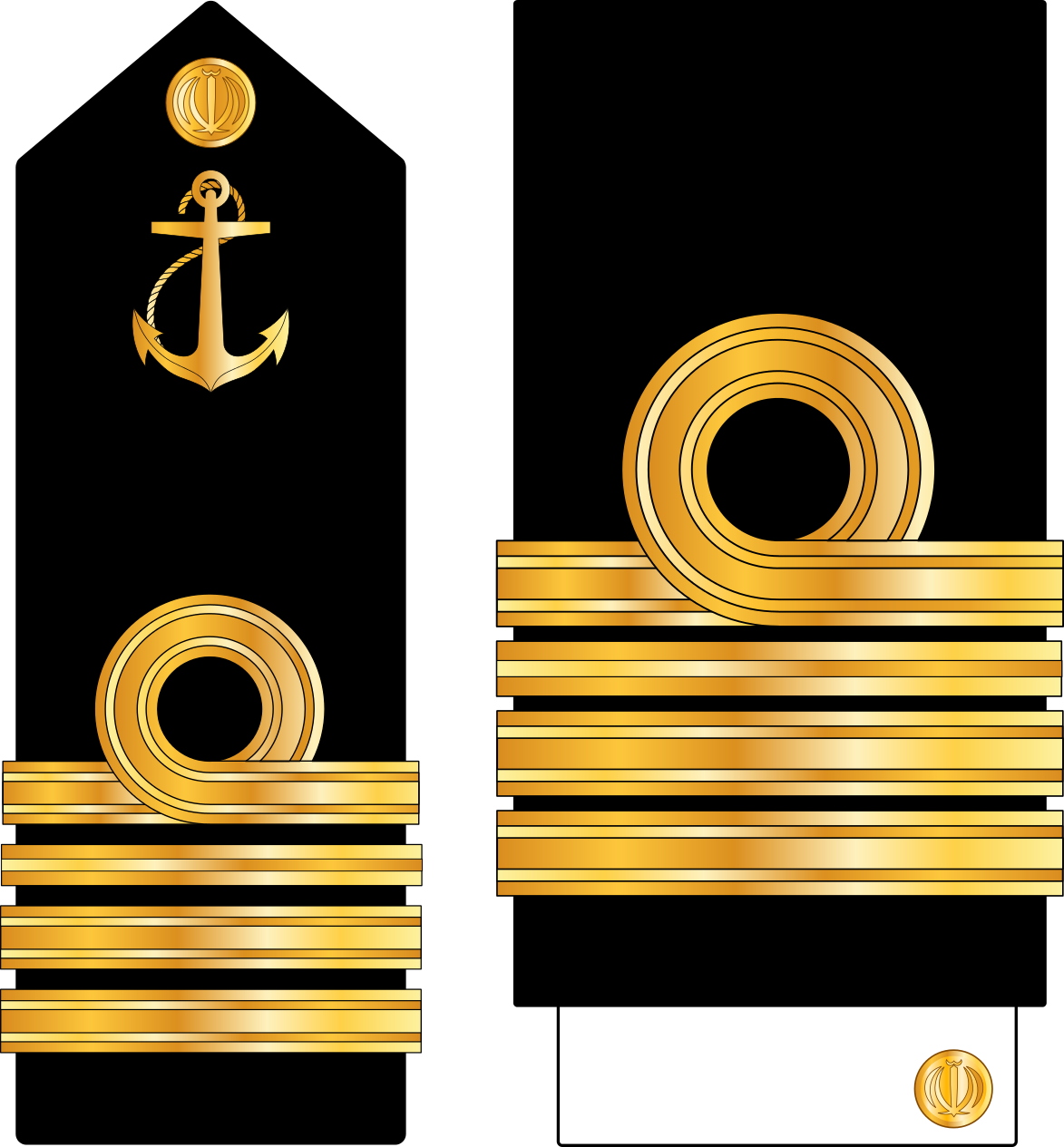
ناخدا دوم Commander
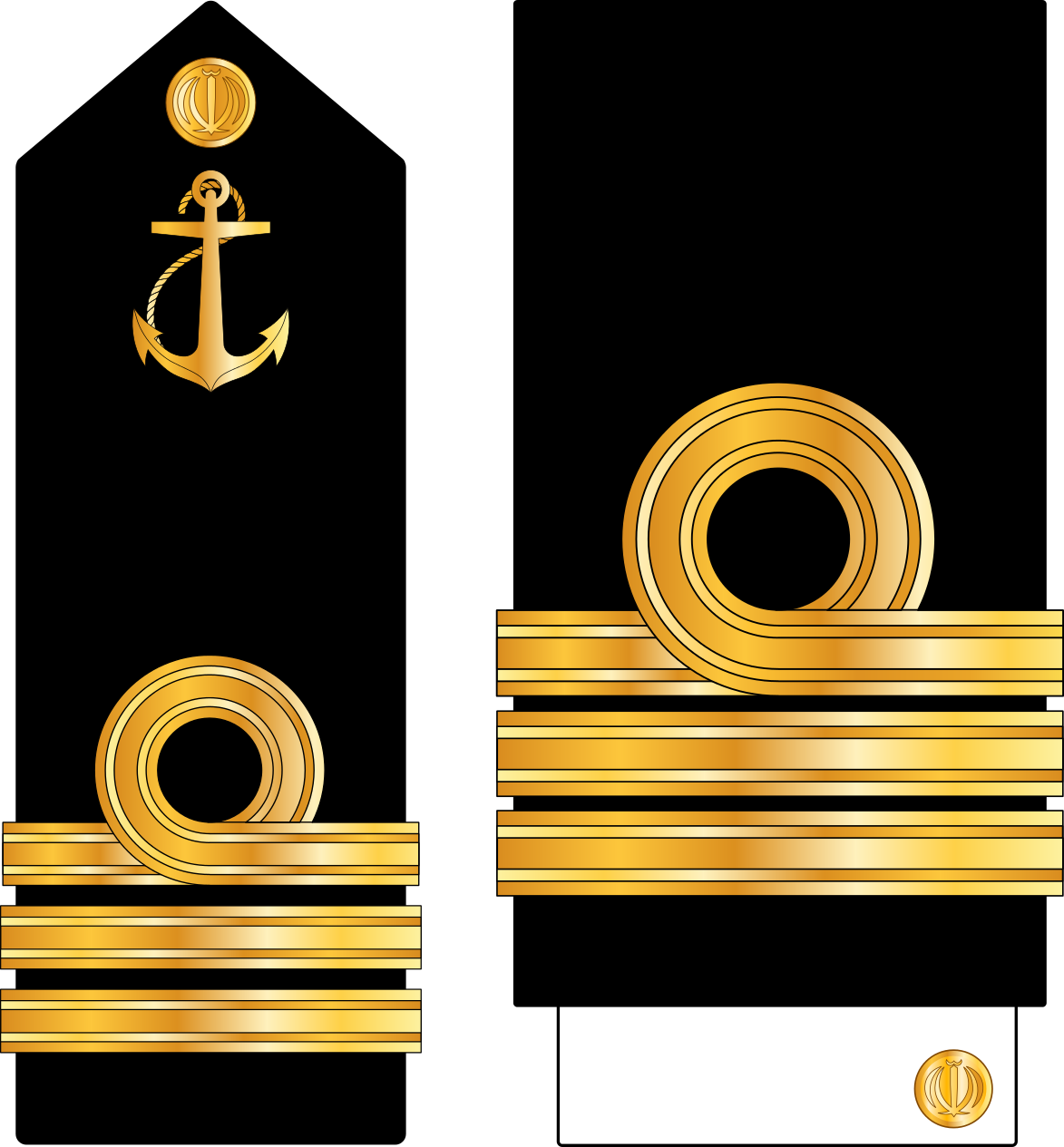
ناخدا سوم
Lieutenant Commander

### درجات در نیروی دریایی شاهنشاهی ایران

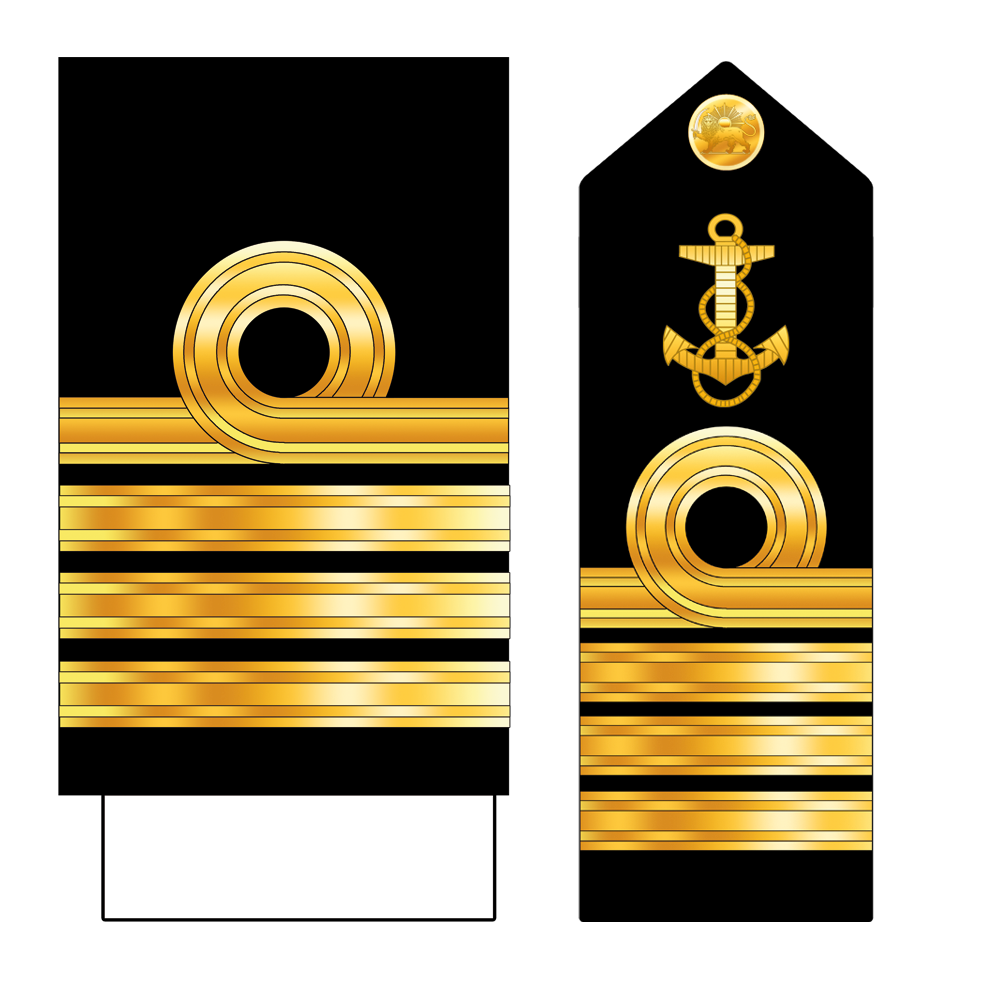
ناخدا یکم Captain
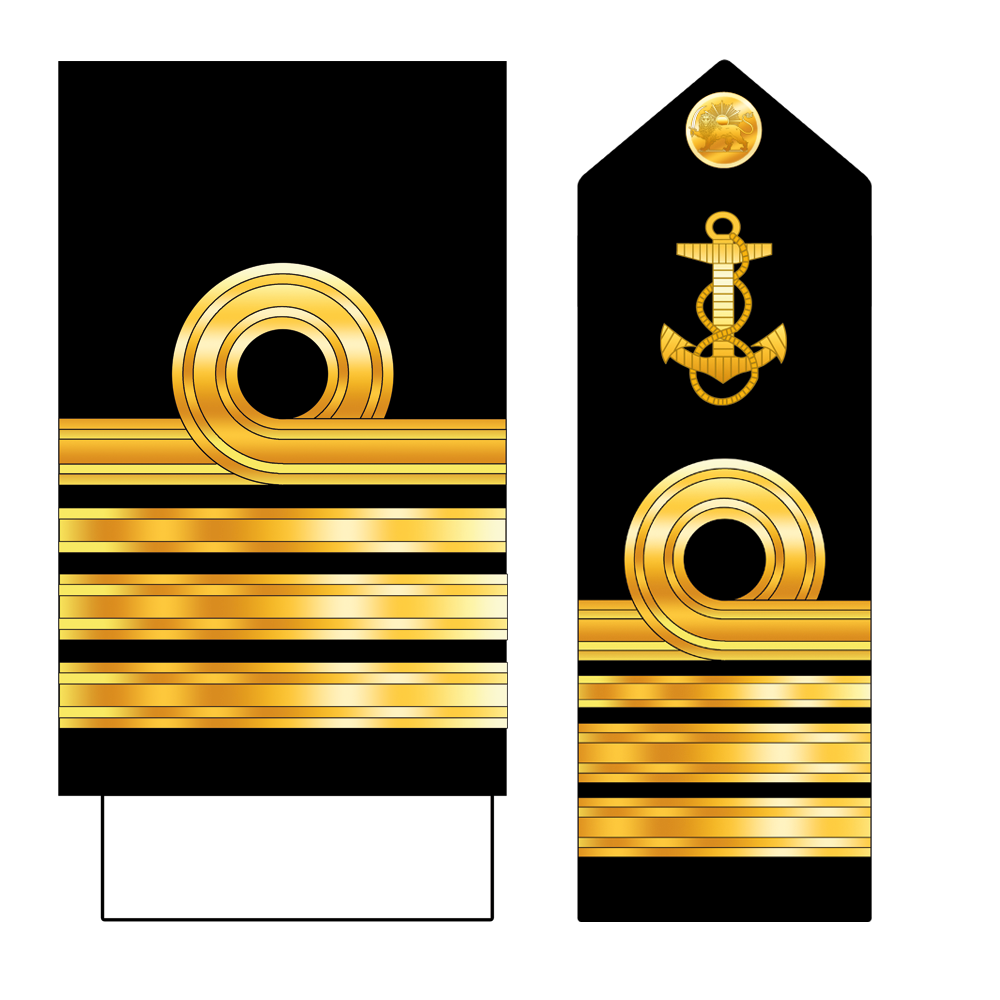
ناخدا دوم Commander
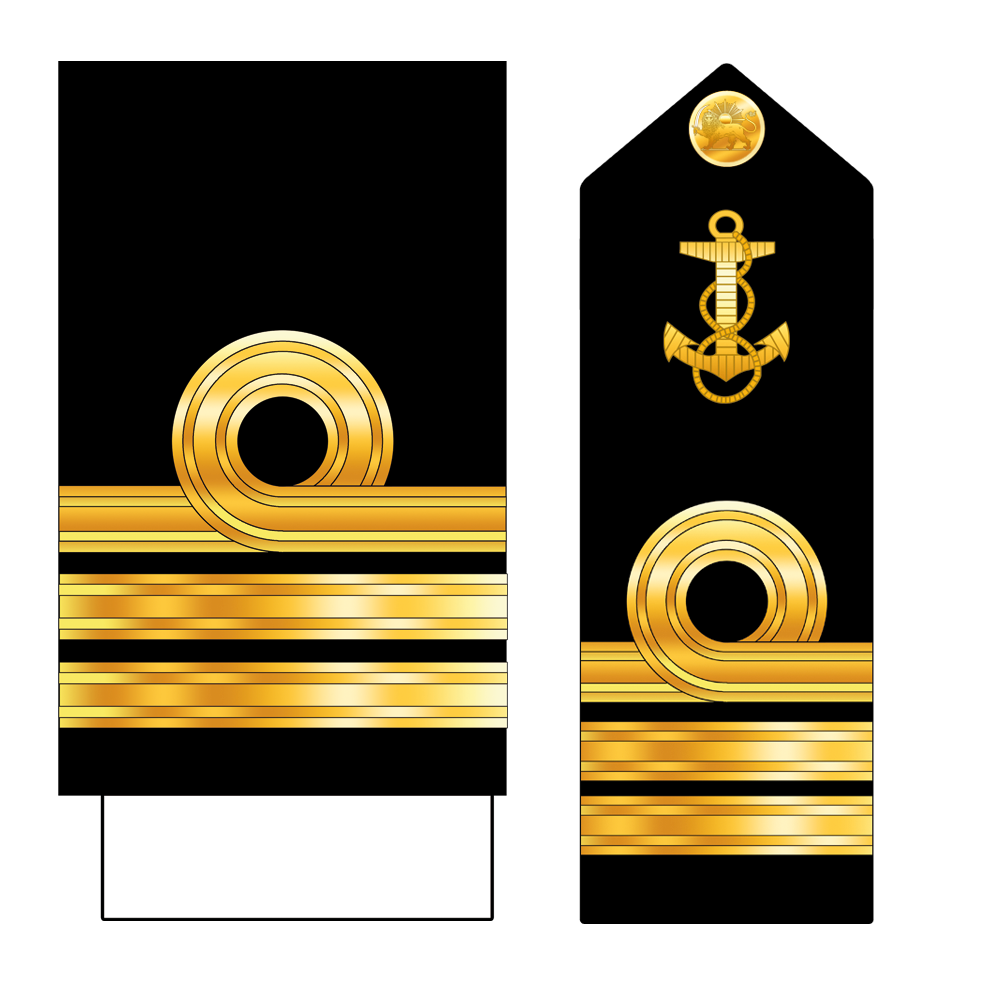
ناخدا سوم
Lieutenant Commander

## سردوشی‌های ناخداهای کشورهای گوناگون

بریتانیا
مصر
یونان
لهستان
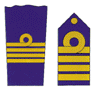
اسپانیا
ایالات متحده آمریکا
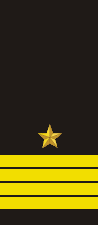
آلمان
هلند